# Ruhnkeberg
Der Ruhnkeberg (norwegisch Festninga) in Neuschwabenland (Ostantarktika) ist ein stark gegliedertes, kleines Gebirgsmassiv, das sich über eine Fläche von etwa 100 km² erstreckt und dessen höchster Gipfel eine Höhe von 2533 m erreicht. Es ist das westlichste Bergmassiv des Mühlig-Hofmann-Gebirges.

## Geographie
Die aus dem Inlandeis herausragenden Felsen bilden zwei schmale, etwa Nord-Süd verlaufende Kämme, die an ihrem Nordende bis zu einer Meereshöhe von etwa 1800 m aufragen und nach Süden weiter ansteigen; der westliche Kamm mit dem höchsten Gipfel wird als Vestvollen bezeichnet, der östliche Kamm trägt den Namen Austvollen. Die höchste Erhebung des Austvollen liegt 2515 m über dem Meeresspiegel. Vestvollen und Austvollen werden durch die vereiste Scharte Festningsporten getrennt.
Der Ruhnkeberg besteht aus gebänderten Gneisen und Amphiboliten mit Einschaltungen von Glimmerschiefern. Die Gesteine sind mehrfach gefaltet worden und durchliefen eine hochgradige Metamorphose vor etwa 540 Millionen Jahren als Folge der Kollision von West- und Ostgondwana. Das heutige Relief ist eine Folge der Vereisung Antarktikas, bei der existierende Täler übertieft und die Bergflanken durch die schleifende Wirkung der Gletscher steil zugeschliffen wurden.
Entlang der Ostflanke des Gebirgsmassivs existiert eine kleine Brutkolonie von Antarktissturmvögeln (Thalassoica antarctica), die bei ihrer Entdeckung Mitte der 1980er Jahre etwa 200 Individuen umfasste.

## Name
Der Berg wurde von der Deutschen Antarktischen Expedition 1938/39 entdeckt und mit Hilfe von Luftaufnahmen dokumentiert. Seinen Namen erhielt der Berg nach dem Expeditionsteilnehmer Herbert Ruhnke (1914–1945), dem Funker des Dornier-Wal Flugbootes von D-ALOX Passat.
Während der norwegischen Antarktisexpedition 1956 bis 1960 wurde das Gebiet erneut photogrammetrisch aufgenommen, da die deutschen Luftbilder im Zweiten Weltkrieg verloren gegangen waren; der Berg erhielt auf der 1962 veröffentlichten amtlichen norwegischen Karte den Namen Festninga (norwegisch für Festung).